# Лангелілле
Лангелілле (нід. Langelille) — село в нідерландській провінції Фрисландія. Входить до муніципалітету Вестстеллінгверф.
Його площа становить 6,27км², а населення станом на 2021 рік складало 245 осіб.
Перша згадка про населений пункт датується 1580 роком.